# Мишо Юзмески
Мишо Юзмески (на македонска литературна норма: Мишо Јузмески) е писател, публицист и фотограф от Северна Македония.

## Биография
Мишо Юзмески е роден в Охрид. Там прекарва по-голямата част от живота. Няколко години живее, пътува и работи в цяла Европа, като най-дълго се задържа в Холандия и Англия.
През 1992 г. участва в създаването и работата на първата частна радиостанция в Охрид. Там работи близо две години като редактор и водещ на предавания в областта на културата. През същата година се среща с фотографа Атанас Талевски. Тяхното познанство преминава в интензивно дългогодишно сътрудничество в областта на фотографското изкуство. Юзмески е главен сътрудник и организатор и помага на Талевски в организацията на многобройни изложби в Европа и САЩ. Опитът от това сътрудничество му служи и за развитие на собствената фотографска кариера.
Освен с фотография, Юзмески се занимава с активно писане и издателска дейност. Пише проза и критика. Автор е на няколко книги проза, както и на публикации от сферата на туризма и културата. Свои произведения е публикувал във вестници и списания в Република Македония, а някои от тях и в чужбина.
Превеждан е на английски, чешки, български и нидерландски. Българският читател е имал възможността да се запознае с творчеството му от страниците на сп. „Ирин Пирин“. Книгата „Премин во маглата“ („Проход в мъглата“) е адаптирана на книжовен български език от ИК „Мелник“.

## Книги
- „Премин во маглата“ – Скопие, 2005 – роман ISBN 9989-9744-5-4;
  - на английски: „A Passage through the Fog“ – Охрид, 2009 – ISBN 978-9989-911-01-9;
  - на книжовен български: „Проход в мъглата“ – Мелник, 2010 – ISBN 978-954-447-016-6
- „Нека биде светлина“ („Нека бъде светлина“) – Благоевград, 2005 – есета
- „Пофални слова“ („Похвални слова“) – Благоевград, 2006 – есета
- „Елшани – живот меѓу каменот и водата“ („Елшани – живот между камъка и водата“) – Елшани, 2009 – монография
- „Нашиот холандски пријател А. ден Долард“ („Нашият холандски приятел А. ден Долард“) – Охрид, 2012 – монография ISBN 978-9989-911-41-5
  - на английски: „Our Dutch friend A. den Doolaard“ – Охрид, 2012 – ISBN 978-9989-911-49-1
  - на нидерландски: „Onze Nederlandse vriend A. den Doolaard“ – Охрид, 2013 – ISBN 978-9989-911-56-9
- „Сто години копнеж“ – разкази, (Охрид, 2013) ISBN 978-9989-911-62-0
- „Македонци, А. ден Долард и други Холанѓани“ („Македонци, А. ден Долард и други холандци“) - монография, Охрид, 2016 ISBN 978-9989-911-93-4
  - на нидерландски:„Macedoniërs, A. den Doolaard en andere Nederlanders“ - Охрид, 2016 ISBN 978-9989-911-95-8
- „Explore Ohrid“ - пътеводител на английски (Охрид, 2020) - ISBN 978-608-4836-40-7

## Изложби
- Охрид (Република Македония), 2000
- Елшани (Република Македония), 2008 – 2010
- Мелник[8] (Република България), 2008
- Бургас (България), 11 – 27. 05. 2011
- Охрид (Република Македония), 2011
- Охрид (Република Македония), 2012
- Битоля (Република Македония), 2013
- Охрид (Република Македония), 2013
- Прилеп (Република Македония), 2014